# Chur (stacja kolejowa)
Chur – stacja kolejowa w Chur, w kantonie Gryzonia, w Szwajcarii. Znajdują się tu 4 perony.